# SMS Berlin
Le SMS Berlin est un petit croiseur de la Kaiserliche Marine puis de la Reichsmarine, appartenant à la classe Bremen.

## Histoire
Il apparaît comme navire d'escorte du yacht Hohenzollern. En août 1905, il est affecté à des missions de reconnaissance en mer du Nord et en mer Baltique de l'Amazone puis dans l'océan Atlantique.
Le 28 juin 1911, le Berlin quitte Kiel pour remplacer la canonnière Panther à Agadir. Il reste jusqu'en novembre en compagnie de l'Eber. Le 14 décembre, il est de retour à Kiel.
Il fait de nouveau des missions de reconnaissance. Le 27 septembre 1912, la majorité de l'équipage est transférée vers le nouveau croiseur Straßburg. Le reste va à Wilhelmshaven, où il est déclassé le mois suivant.
Au début de la Première Guerre mondiale, le Berlin est remis en service. Il fait des missions de surveillance dans la baie Allemande. En octobre 1915, il est placé en mer Baltique avec le Stuttgart à Liepāja et Ventspils où il remplace le Bremen. En janvier 1916, le Berlin revient en mer du Nord. Il est placé en cale sèche pendant deux mois et n'est pas présent à la bataille du Jutland. Lorsque le München est torpillé le 19 octobre 1916, il remorque son sister-ship.
Le 14 janvier 1917, le Berlin vient à Gdansk, où il est de nouveau désarmé le 11 février. En 1918, il sert de tender à Kiel et à Świnoujście.

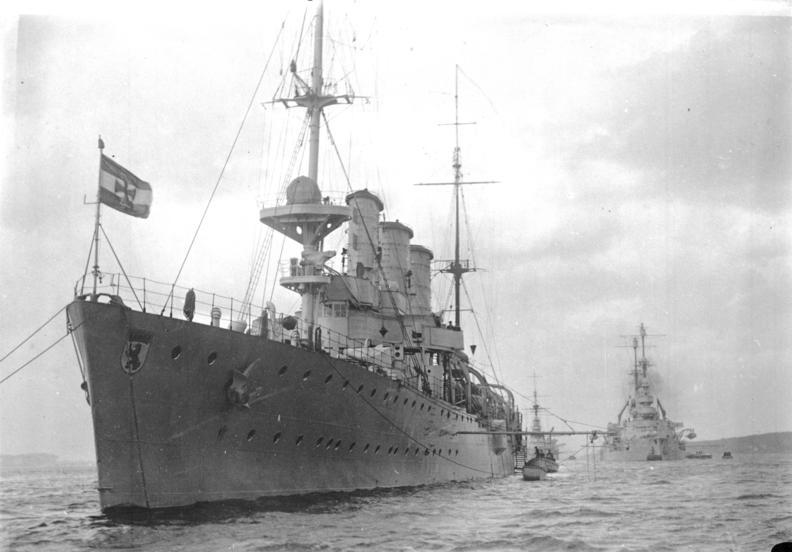
Le Berlin modernisé (avril 1929)

En décembre 1919, le croiseur est remis en service et revient à Kiel comme navire de formation. De 1921 à 1922, il passe en révision et en modernisation au Reichsmarinewerft Wilhelmshaven. Le vieil éperon est remplacé par une proue droite. Le 2 juillet 1922, il revient en service. Les années suivantes, il fait de nombreux voyages de formation vers les ports européens, en Méditerranée et en Amérique du Sud. Lors de la mise en service du nouveau croiseur Emden en octobre 1925, le Berlin est déplacé en mer Baltique.
En 1927, il fait un voyage en Espagne et au Portugal. En octobre, il subit une inspection à Hambourg. En décembre 1927, il part faire un tour du monde jusqu'en mars 1929 qui le mène en Asie de l'Est et en Australie où il est le premier navire allemand à revenir depuis la fin de la guerre. À son retour, le Berlin est mis dans la flotte de réserve. Une grande partie de son équipage est transféré vers le croiseur Karlsruhe.
De 1936 à 1945, il sert de navire de casernement pour la Kriegsmarine à Kiel.
Après la Seconde Guerre mondiale, le Berlin est saisi par la marine britannique et sabordé en 1947 dans le Skagerrak.

## Commandement
| 4 avril à septembre 1905            | Fregattenkapitän Wilhelm Schäfer                                      |
| Septembre 1905 au 30 septembre 1907 | Korvettenkapitän / Fregattenkapitän Hugo Kraft (de)                   |
| Octobre 1907 à septembre 1908       | Fregattenkapitän / Kapitän zur See Arthur Tapken (de)                 |
| Septembre 1908 au 30 septembre 1909 | Fregattenkapitän / Kapitän zur See Walter Herrklotsch                 |
| Octobre 1909 à septembre 1910       | Fregattenkapitän Eduard Engels                                        |
| Septembre 1910 à novembre 1911      | Korvettenkapitän / Fregattenkapitän Heinrich Löhlein (de)             |
| Novembre 1911 à septembre 1912      | Fregattenkapitän Wilhelm Tägert (de)                                  |
| Septembre au 29 octobre 1912        | Korvettenkapitän Egon von Wolf(intérim)                               |
| 17 août 1914 au 31 décembre 1915    | Fregattenkapitän / Kapitän zur See Friedrich von Bülow (de)           |
| Janvier 1916 au 11 février 1917     | Fregattenkapitän Walter Hildebrand (de)                               |
| 2 juillet 1922 à 30 septembre 1923  | Kapitän zur See Wilfried von Loewenfeld                               |
| 1er octobre 1923 à juillet 1925     | Kapitän zur See Paul Wülfing von Ditten (de)                          |
| Juillet 1925 à avril 1926           | Kapitän zur See Ernst Junkermann (de)                                 |
| Avril au 25 septembre 1926          | Korvettenkapitän Friedrich von Arnauld de la Perière (de) (1888–1969) |
| 25 septembre 1926 au 27 mars 1929   | Fregattenkapitän / Kapitän zur See Hans Kolbe (de) (1882–1957)        |

## Source de la traduction
- (de) Cet article est partiellement ou en totalité issu de l’article de Wikipédia en allemand intitulé « SMS Berlin » (voir la liste des auteurs).